# Alois Jagodic
Alois Jagodic (24 marzo 1946) è un ex calciatore austriaco, di ruolo centrocampista.

## Carriera

### Nazionale
Esordisce l'11 luglio del 1971 contro il Brasile (1-1).

## Palmarès

### Club

#### Competizioni nazionali
- Coppa d'Austria: 1

Rapid Vienna: 1971-1972